# Michela De Rossi
Michela De Rossi (* 25. Januar 1993 in Rom) ist eine italienische Schauspielerin.

## Leben
Michela De Rossi betrieb zunächst Ballett, von 2011 bis 2014 studierte sie Schauspiel an der Accademia internazionale d'arte drammatica Teatro Quirino in Rom.
In der RAI-Serie I Topi von Antonio Albanese spielte sie von 2018 bis 2020 die Rolle der Carmen. Im Gangsterfilm The Many Saints of Newark (2021) von Alan Taylor mit Ray Liotta war sie als Giuseppina Bruno zu sehen. 2022 hatte sie an der Seite von Filippo Scotti die weibliche Hauptrolle in der Filmkomödie Io e Spotty von Cosimo Gome und war in der Filmkomödie Con chi viaggi mit Alessandra Mastronardi zu sehen. Im Folgejahr hatte sie eine Hauptrolle in der australischen Fernsehserie While the Men Are Away. In der im April 2024 veröffentlichten Netflix-Serie Briganti: Das Gold des Südens übernahm sie an der Seite von Matilda Lutz die Hauptrolle der Filomena.
In den deutschsprachigen Fassungen wurde sie unter anderem von Patrizia Carlucci in The Many Saints of Newark, von Esra Vural in Briganti: Das Gold des Südens, sowie von Julia Bautz in Django synchronisiert.

## Filmografie (Auswahl)
- 2017: Primo (Kurzfilm)
- 2017: Squadra mobile (Fernsehserie, Episode 2x02)
- 2018: Libero Grassi (TV Movie)
- 2018: La terra dell'abbastanza
- 2018: La profezia dell'armadillo
- 2019: Inglourious League (Kurzfilm)
- 2018–2020: The Rats (I Topi, Fernsehserie, 12 Episoden)
- 2021: The Many Saints of Newark
- 2022: Con chi viaggi
- 2022: Io e Spotty
- 2022–2023: Django (Fernsehserie, 3 Episoden)
- 2023: While the Men Are Away (Fernsehserie, 8 Episoden)
- 2024: Briganti: Das Gold des Südens (Briganti, Mini-Serie, 6 Episoden)